# Water Under the Bridge
"Water Under the Bridge" é uma canção da artista musical inglesa Adele, gravada para o seu terceiro álbum de estúdio, 25 (2015). A canção foi escrita por Adele e Greg Kurstin, enquanto a produção da canção foi fornecida por este último. Foi lançada como o quarto e último single do álbum em 4 de novembro de 2016.
A música alcançou o número 20 na Finnish Singles Chart e a 42 na Spanish Singles Chart. Também mapeou na Austrália, Áustria, Canadá, França, Alemanha, Polônia, Escócia, Reino Unido e Estados Unidos. Adele performou a música pela primeira vez durante o 
especial televisivo Adele Live in New York City e no The Tonight Show estrelado por Jimmy Fallon. Em 2016, a música foi incluída na trilha sonora da telenovela brasileira A Lei do Amor.

## Composição
"Water Under the Bridge" é uma canção mid-tempo de disco e pop, com batidas de um electro-tambor tropical, de riff trip hop, com Adele proclamando a seu amante "Se você vai me decepcionar, me decepcione suavemente". Em uma revisão de 25, Jon Dolan da revista Rolling Stone notou a influência do gospel na música. Mais especificamente, Chris Gerard do PopMatters citou um coral gospel no fundo da música.

## Faixas e formatos
| Download digital |                          |         |  |
| N.º              | Título                   | Duração |  |
| 1.               | "Water Under the Bridge" | 4:00    |  |